# Гасеми, Ростам
Ростам Гасеми (перс. رُستم قاسمی‎; 5 мая 1964, Шираз — 8 декабря 2022, Тегеран) — иранский государственный деятель. Министр нефтяной промышленности Ирана (2011—2013). Министр дорог и городского хозяйства Ирана (2021—2022).

## Биография
Родился 5 мая 1964 года в г. Сарга шахрестана Мохр провинции Фарс в семье бизнесмена и политика, губернатора провинции Фарс в 1980—1988 годы.
Окончил Технологический университет имени Шарифа, факультет гражданского строительства.
В 1981 году в 17-летнем возрасте вступил в Корпус стражей исламской революции (КСИР). Участник Ирано-иракской войны. С 1996 года командовал базой «Хатам аль-Анбия». Генерал.
В 2011 году вышел в отставку с военной службы. 26 июля 2011 года назначен министром нефтяной промышленности. Его кандидатура была одобрена Меджлисом 3 августа 2011 года 216 голосами из 246.
В 2011 году — президент ОПЕК (занимал эту должность несмотря на то, что находился под санкциями США, ЕЭС и Австралии).
Покинул должность министра 15 августа 2013 года и вскоре после этого был назначен советником министра обороны Хоссейна Дегхана.
Министр дорог и городского хозяйства Ирана (25 августа 2021 — 22 ноября 2022). Вышел в отставку в связи с тяжёлой болезнью.
Умер от рака 8 декабря 2022 года в Пекине (Китай), где находился на лечении. Похоронен в Тегеране.